# Chang: A Drama of the Wilderness
Chang: A Drama of the Wilderness (cunoscut și sub numele de Chang) este un film mut despre un fermier sărac din nordul provinciei Nan (nordul Thailandei) și lupta sa zilnică pentru supraviețuire în junglă. Filmul a fost regizat de Merian C. Cooper și Ernest B. Schoedsack. A fost lansat de Famous Players-Lasky, o divizie de Paramount Pictures.

## Sinopsis
Kru, fermierul înfățișat în film, luptă cu leoparzi, tigri și chiar cu o turmă de elefanți, toate reprezentând o amenințare constantă pentru traiul său. În calitate de producători de film, Cooper și Schoedsack au încercat să surprindă viața reală cu camerele lor, deși au redat adesea evenimente care nu fuseseră surprinse în mod adecvat pe film. Pericolul era real pentru toate persoanele și animalele implicate. Tigrii, leoparzii și urșii sunt măcelăriți în fața camerelor, în timp ce punctul culminant al filmului arată casa lui Kru fiind demolată de un elefant terorizat.

## Lansare
Chang a fost lansat pentru prima dată pe DVD de Image Entertainment pe 21 noiembrie 2000. Milestone Video a lansat filmul pe VHS și pe DVD la 8 ianuarie 2002, respectiv, la 29 octombrie 2013.

## Recepție
Chang a fost unul dintre „cele mai mari filme din 1928”.
Pe Rotten Tomatoes, filmul are un nota maximă pe baza a opt recenzii, cu o medie ponderată de 7,6/10. Autorul și criticul de film Leonard Maltin au acordat filmului trei și jumătate stele din patru, numind filmul „[un] documentar/narativ etnografic fascinant”. Mordaunt Hall, de la The New York Times, a lăudat filmul, numindu-l „viu și palpitant”.